# Divisione No. 5 (Saskatchewan)
La Divisione No. 5 è una divisione censuaria del Saskatchewan, Canada di 30 529 abitanti.

## Società

### Evoluzione demografica
Nel censimento del 2016, la Divisione 5 aveva una popolazione di 31 750 abitanti in 13 560 delle sue 15 738 abitazioni totali, una diminuzione dello -0,8% rispetto alla popolazione del 2011 di 32 007 abitanti.

## Comunità
- Città
  - Melville
- Cittadine
  - Bredenbury
  - Broadview
  - Churchbridge
  - Esterhazy
  - Fleming
  - Grenfell
  - Kipling
  - Langenburg
  - Lemberg
  - Moosomin
  - Rocanville
  - Saltcoats
  - Wapella
  - Whitewood
  - Wolseley
- Villaggi
  - Atwater
  - Bangor
  - Dubuc
  - Duff
  - Fenwood
  - Gerald
  - Glenavon
  - Goodeve
  - Grayson
  - Killaly
  - MacNutt
  - Neudorf
  - Spy Hill
  - Stockholm
  - Tantallon
  - Waldron
  - Welwyn
  - Windthorst
  - Yarbo
- Villaggi turistici
  - Bird's Point
  - Melville Beach
  - West End
- Municipalità rurali
  - RM No. 121 Moosomin
  - RM No. 122 Martin
  - RM No. 123 Silverwood
  - RM No. 124 Kingsley
  - RM No. 125 Chester
  - RM No. 151 Rocanville
  - RM No. 152 Spy Hill
  - RM No. 153 Willowdale
  - RM No. 154 Elcapo
  - RM No. 155 Wolseley
  - RM No. 181 Langenburg
  - RM No. 183 Fertile Belt
  - RM No. 184 Grayson
  - RM No. 185 McLeod
  - RM No. 211 Churchbridge
  - RM No. 213 Saltcoats
  - RM No. 214 Cana
  - RM No. 215 Stanley
- Riserve indiane
  - Cowessess 73
  - Kahkewistahaw 72
  - Ochapowace 71
  - Ochapowace 71-7
  - Ochapowace 71-10
  - Ochapowace 71-18
  - Ochapowace 71-26
  - Ochapowace 71-44
  - Ochapowace 71-51
  - Ochapowace 71-54
  - Ochapowace 71-70
  - Little Bone 74B
  - Sakimay 74
  - Shesheep 74A